# Ricciocarpetum natantis
Zespół wgłębika pływającego (Ricciocarpetum natantis Segal 1963 em. R.Tx. 1974) – rodzimy syntakson w randze zespołu należący do klasy Lemnetea minoris. Zespół ten grupuje fitocenozy z dominacją osobników należących do gatunku wgłębik pływający (Ricciocarpos natans).

## Charakterystyka
Zbiorowiska te są dwuwarstwowe.  Warstwę powierzchniową tworzą gatunki pleustonowe. Dominantem w tej warstwie jest wgłębik pływający (Ricciocarpos natans) z udziałem osobników należących do gatunku rzęsa drobna (Lemna minor), rzadziej innych gatunków rzęsowatych, czasem wolfia bezkorzeniowa (Wolffia arrhiza). Pod warstwą powierzchniową występuje druga warstwa - warstwa podwodna. Warstwa ta stanowi skupienie (prawie agregację) osobników należących do gatunku rzęsa trójrowkowa (Lemna trisulca). Warstwa podwodna może osiągać do 10 cm grubości. 
WystępowanieZbiorowisko jest w Europie rozpowszechnione, ale dość rzadkie. Fitocenozy można spotkać na powierzchni wód stojących i bardzo wolno płynących. Często fitocenozy te występują w kompleksach z wyżej uorganizowanymi zbiorowiskami roślin wodnych lub nadbrzeżnych (należących do takich klas jak Phragmitetea). Zbiorowisko pojawia się w mezo-eutroficznych wodach w miejscach zasłoniętych od wiatru. Zbiorowiska wykształcają się w wodach o słabo kwaśnym lub obojętnym odczynie. Pojawiają się w wodach o zazwyczaj umiarkowanej zawartości związków humusowych np. stawów, kanałów, torfianek, starorzeczy. W stosunku do zbiorowisk ze związku Lemnion gibbae fitocenozy te występują w wodach z mniejszymi wartościami buforowości oraz przewodnictwa elektrycznego, a także zawartości azotanów, natomiast o większej zawartości związków humusowych i mniejszym stopniu zanieczyszczenia.
Charakterystyczna kombinacja gatunków
ChCl., ChO. : rzęsa drobna (Lemna minor), spirodela wielokorzeniowa (Spirodela polyrhiza), wolfia bezkorzeniowa (Wolffia arrhiza)
ChAll. :  rzęsa trójrowkowa (Lemna trisulca), wgłębka wodna (Riccia fluitans) s.lato, wgłębik pływający (Ricciocarpos natans)
ChAss. : wgłębik pływający (Ricciocarpos natans) (opt.)